# Thanakrit Laorkai
Thanakrit Laorkai (thailändisch ธนกฤต ละออไขย์, * 22. Dezember 2003) ist ein thailändischer Fußballspieler.

## Karriere

### Verein
Thanakrit Laorkai steht beim Erstligisten BG Pathum United FC unter Vertrag. Zur Rückrunde 2021/22 wechselte er von dessen U-19 auf Leihbasis zum Zweitligisten Raj-Pracha FC. Sein Zweitligadebüt für den Verein aus der Hauptstadt Bangkok gab Thanakrit Laorkai am 30. Januar 2022 (21. Spieltag) im Heimspiel gegen den Navy FC. Hier wurde er in der 82. Minute für den Südkoreaner Yeon Gi-sung eingewechselt. Raj-Pracha gewann das Spiel durch ein Elfmetertor des Brasilianers Jardel Capistrano mit 1:0. Für Raj-Pracha absolvierte er zehn Zweitligaspiele. Zu Beginn der Saison 2022/23 wurde er an den Drittligisten Phitsanulok FC ausgeliehen. Mit dem Klub aus Phitsanulok spielt er in der Northern Region der Liga. Am 5. Oktober 2022 zog sich der Mittelfeldakteur dann im Ligaspiel gegen den Surin City FC (2:0) einen Beinbruch zu. Am Ende der Saison 2022/23 wurde er mit dem Verein Meister der Region. In den Aufstiegsspielen zur zweiten Liga konnte man sich jedoch nicht durchsetzen. Nach der Ausleihe kehrte er zu BG zurück. Im Sommer 2024 wechselte er auf Leihbasis zum Zweitligisten Nakhon Si United FC. Hier bestritt er in der Hinrunde 13 Zweitligaspiele. Direkt im Anschluss wechselte er im Januar 2025 ebenfalls auf Leihbasis zum japanischen Viertligisten FC Tiamo Hirakata.

### Nationalmannschaft
Im September 2018 absolvierte Thanakrit Laorkai drei Partien für die thailändische U-16-Nationalmannschaft bei der Asienmeisterschaft in Malaysia und auch 2022 kam er erst zweimal bei der U-19 sowie anschließend dreimal bei der U-20-Auswahl zum Einsatz und erzielte dabei insgesamt fünf Treffer. 

## Erfolge
Phitsanulok FC
- Thai League 3 – North: 2022/23